# Carré féministe
Le carré féministe est une tactique de manifestation de rue, conçue par le collectif des Femmes algériennes pour un changement vers l’égalité (en) ou FACE, établie et devenue une pratique hebdomadaire lors du mouvement Hirak en Algérie en 2019,,.

## Création
La déclaration proposant les carrés féministes et établissant les Femmes algériennes pour un changement vers l’égalité est signée le 16 mars 2019 par Saadia Gacem et Faïka Medjahed, membres du réseau Wasilla, Fatma Boufenik, Habiba Djahnine et seize autres femmes. Le texte appelle à « l'égalité pleine et entière entre les citoyennes et les citoyens, sans distinction de genre, de classe, de région ou de croyances », annonce « la création d’un carré féministe qui se positionnera chaque vendredi au niveau du portail de la faculté centrale d’Alger à partir de 13h » et appelle « à prendre en compte la représentativité paritaire des femmes dans toute initiative citoyenne pour la sortie » du Hirak.
Le carré féministe est envisagé en tant que moyen permettant aux femmes de se rencontrer de façon qu'elles puissent discuter ensemble et par la suite être actives dans la manifestation du Hirak. Le plan pratique des carrés féministes est de rester sur place pendant une heure et par la suite de se déplacer en tant que composant de la marche principale. Ghaliya N. Djelloul et Aniss M. Mezoued voient le carré féministe comme une « manière [de] politiser la condition des femmes, derrière une barrière et des slogans [en] commun » avec les autres manifestants.

## Aux manifestations
Le premier carré féministe a lieu le vendredi 22 mars,.
Le deuxième carré féministe, qui a lieu à la place Audin devant le portail de la Faculté centrale d'Alger le vendredi 29 mars 2019, commence avec l'accrochage des banderoles. Les participantes sont agressées verbalement et physiquement et leurs banderoles déchirées par des manifestants qui déclarent que « ce n'est pas le moment », que les manifestantes « [divisent] le mouvement », et que l'égalité est contre l'Islam. D'autres manifestants défendent les femmes du carré féministe et les policiers demandent aux manifestantes de partir.
D'après Le Figaro, l'attaque « [ternit] l'image d'un mouvement de contestation salué pour son pacifisme et son ouverture, notamment aux femmes. » Melyssa Haffaf, écrivant dans le Washington Post, refuse l'idée qu'« après 57 années »  les femmes doivent attendre « la libération du pays avant » de prétendre à l'égalité des droits. Nedjib Sidi Moussa, témoin de l'agression, écrit dans le Brooklyn Rail qu'il voit l'agression comme représentant non seulement la misogynie, mais aussi « la difficulté de prendre des positions de principe lorsque ceux manifestant pour la première fois sont sous l'influence de l'idéologie islamiste disséminée par l'Etat ».
Amina Izarouken des Femmes algériennes pour un changement vers l’égalité déclare en réponse à cette demande de se taire que « la démocratie se fera avec les femmes, l’égalité entière et totale, ou elle ne se fera pas. »
Le carré féministe a lieu régulièrement lors des manifestations du Hirak  et dans la manifestation du Hirak du 1er novembre 2019, l'une des plus grandes, des portraits d’anciennes combattantes y sont brandis par « les militantes d'Alger » .

## Autres actions
Le 13 octobre à Oran, les créatrices du carré féministe, les Femmes algériennes pour un changement vers l’égalité et 13 autres associations et coalitions féministes, dont le réseau Wasilla, établissent le Mouvement national des féministes algériennes (MNFA), rejetant le code de la famille « qui consacre la permanence de l’oppression des femmes », s'opposant à l'élection présidentielle du 12 décembre « imposées par un pouvoir antinational, décrié par le peuple » et appelant à la libération des détenu-e-s d'opinion.
Le 16 décembre 2019, à la suite de l'élection de Abdelmadjid Tebboune lors de la présidentielle du 12 décembre, le carré féministe et FACE déclarent que « Tebboune n'est pas et ne sera jamais notre président », dénoncent la répression policière, appellent à la libération des détenu-e-s et exigent la continuation des manifestations de rue et des débats et assemblées politiques du Hirak.